# Själö
L'île Själö (en suédois : Nagu Själö ; en finnois : Seili) est une île de Finlande. 

## Géographie
Située à environ 7 km au Nord de Nagu, elle appartient à la municipalité de Pargas. L'île s'étend sur 2,5 km de longueur et 1,5 km de largeur. 

## Histoire

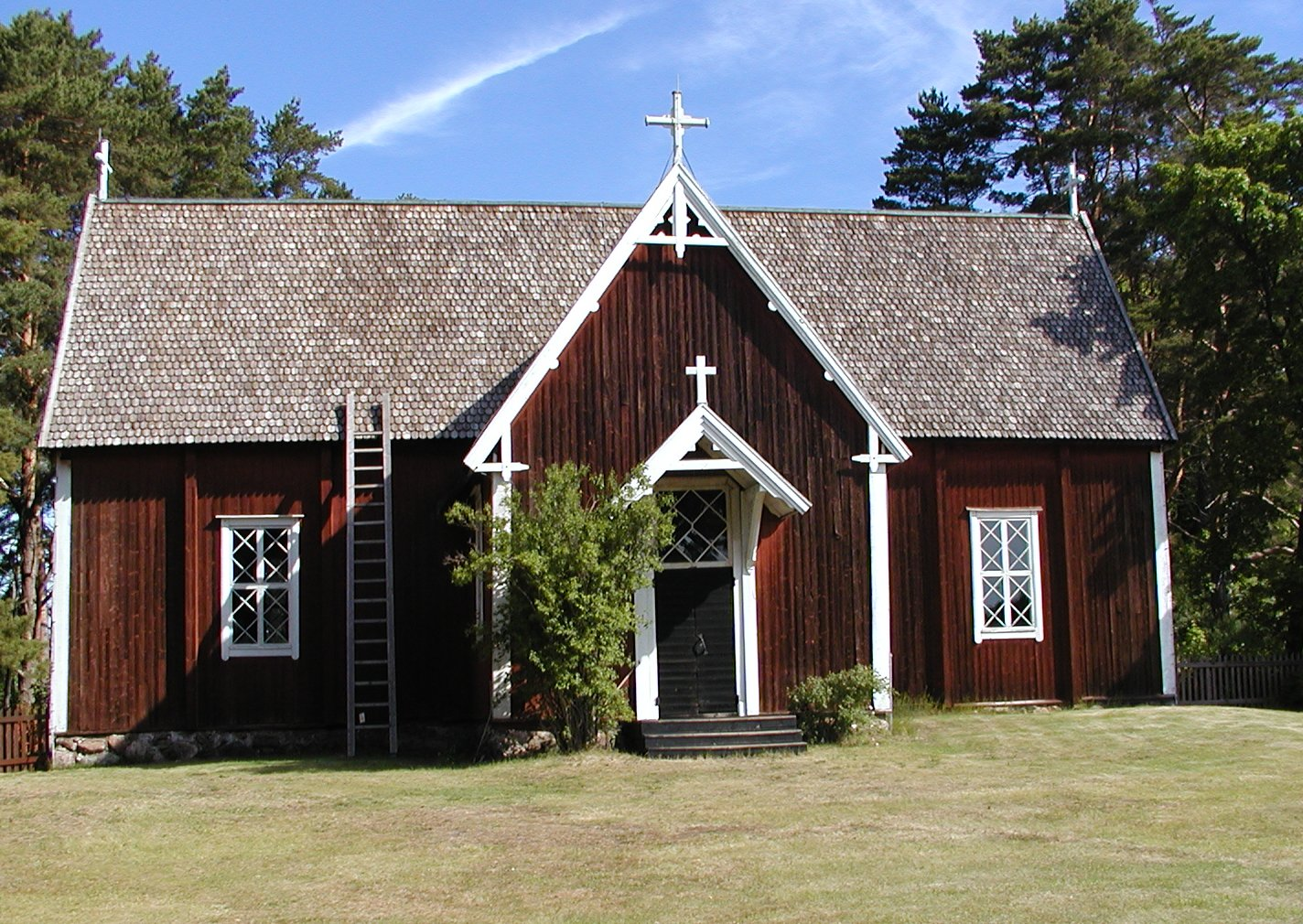
L'église de Själö.

L'île est connue pour son église, un institut de recherche sur la nature et un ancien hôpital. 
Son nom finlandais Seili est une corruption du suédois Själö qui peut se traduire par île aux phoques. Le nom indique ainsi que l'île a été un refuge pour les phoques. 
Jusqu’au XVIIIe siècle, il y avait deux îles séparées par un détroit peu profond qui s'est ensuite comblé. 
Le premier hôpital a été fondé en 1620. Les autres bâtiments datent du XIXe siècle, à l'exception de la chapelle, construite en 1733 et du presbytère, battit en 1791. 
L'Institut de recherche dépend de l'Université de Turku.

## Autres
- Un astéroïde (1492 RM) porte son nom.
- Jenni Vartiainen a nommé un de ses albums Seili (Seili (album) (en)).

## Galerie

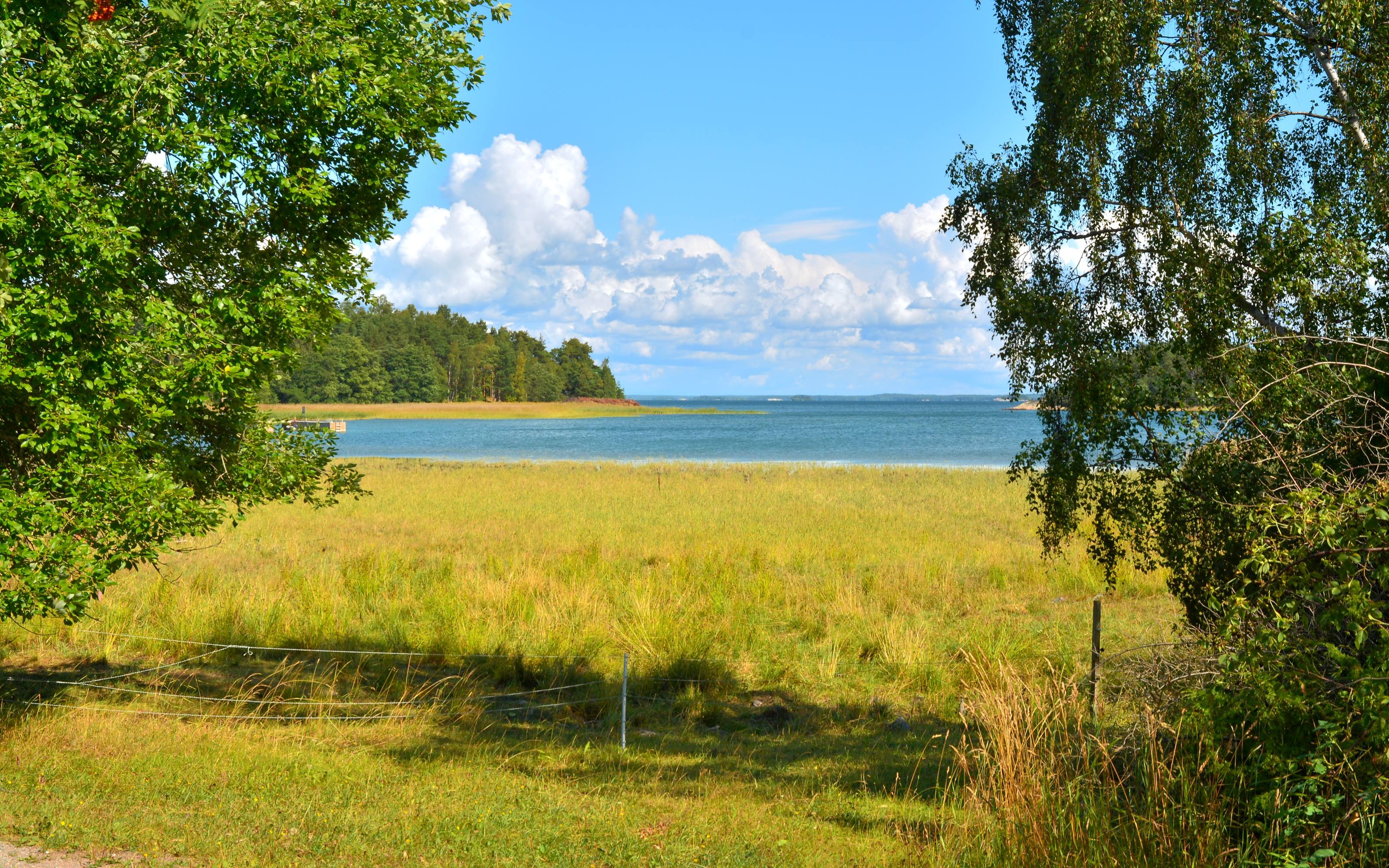
Paysage
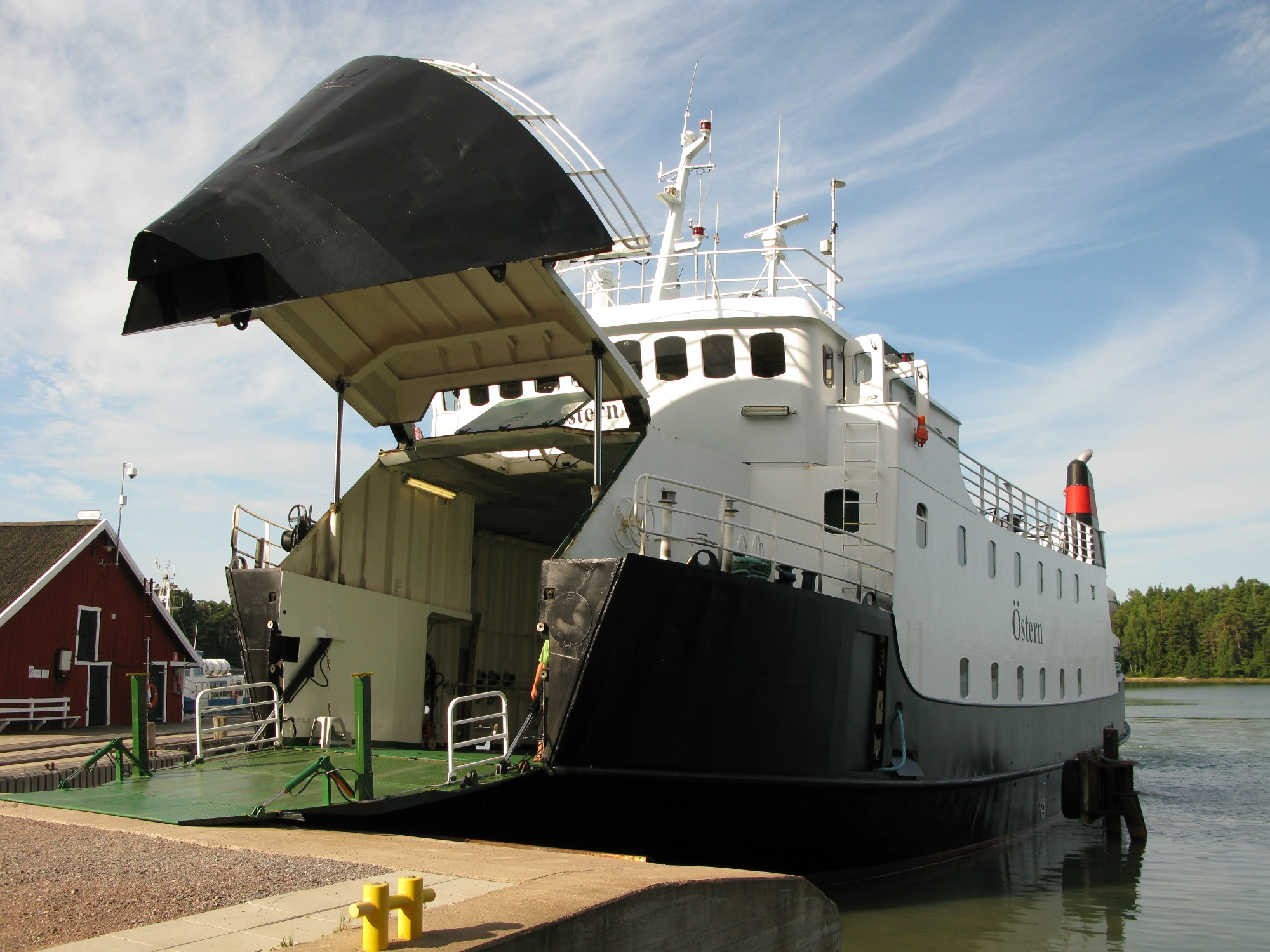
Ferry au port de Själö
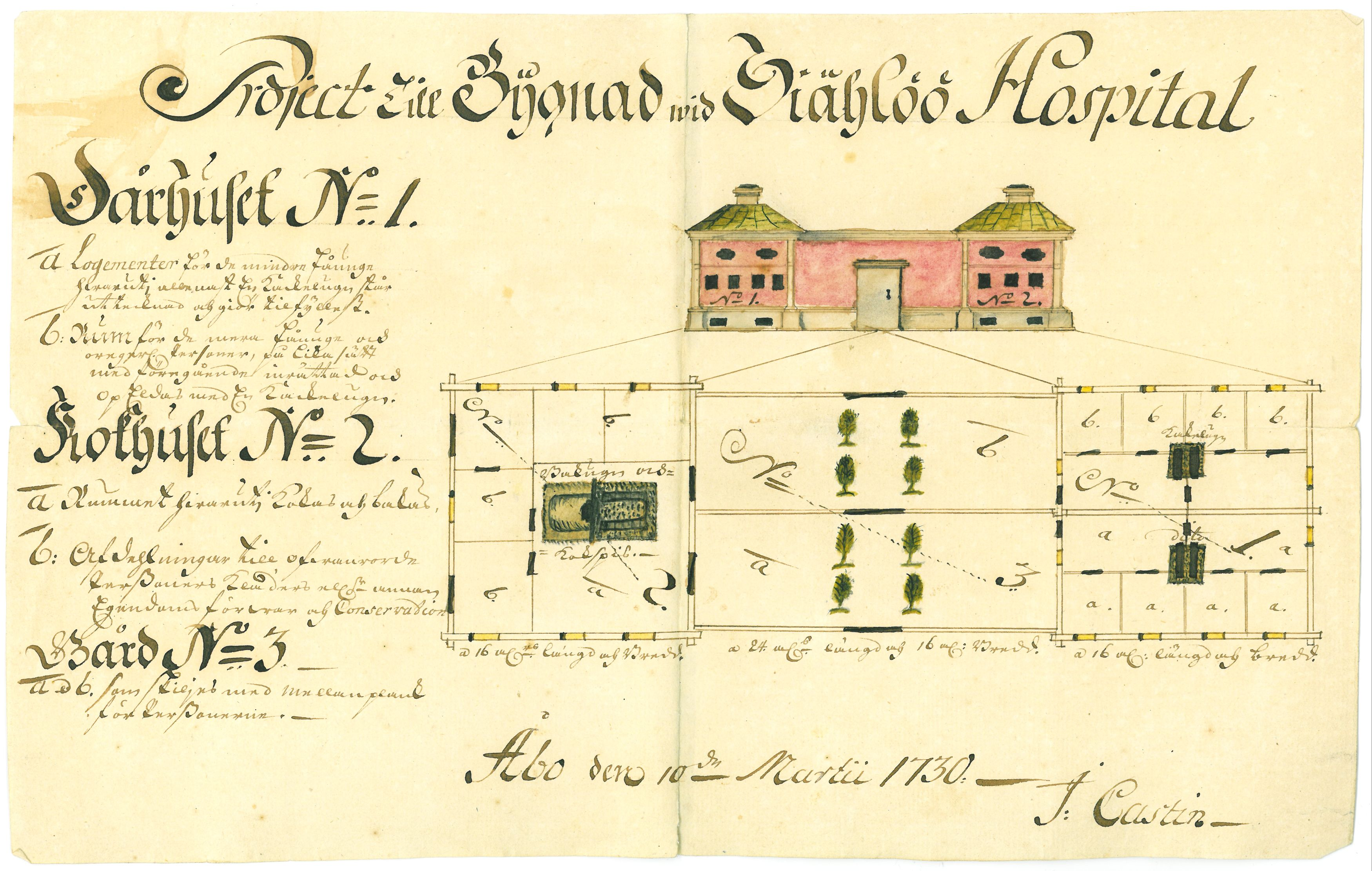
Plan de l'hôpital
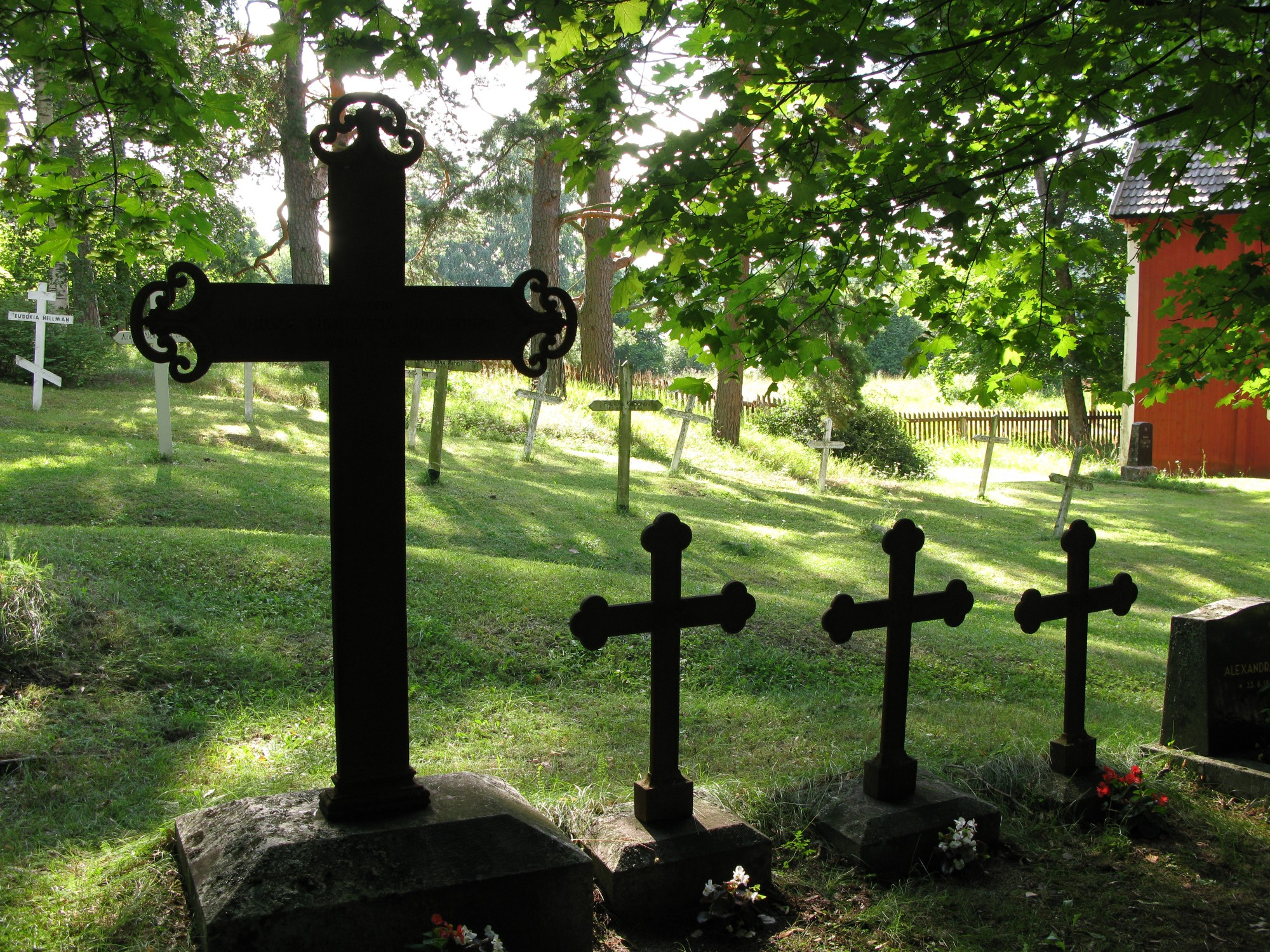
Le cimetière
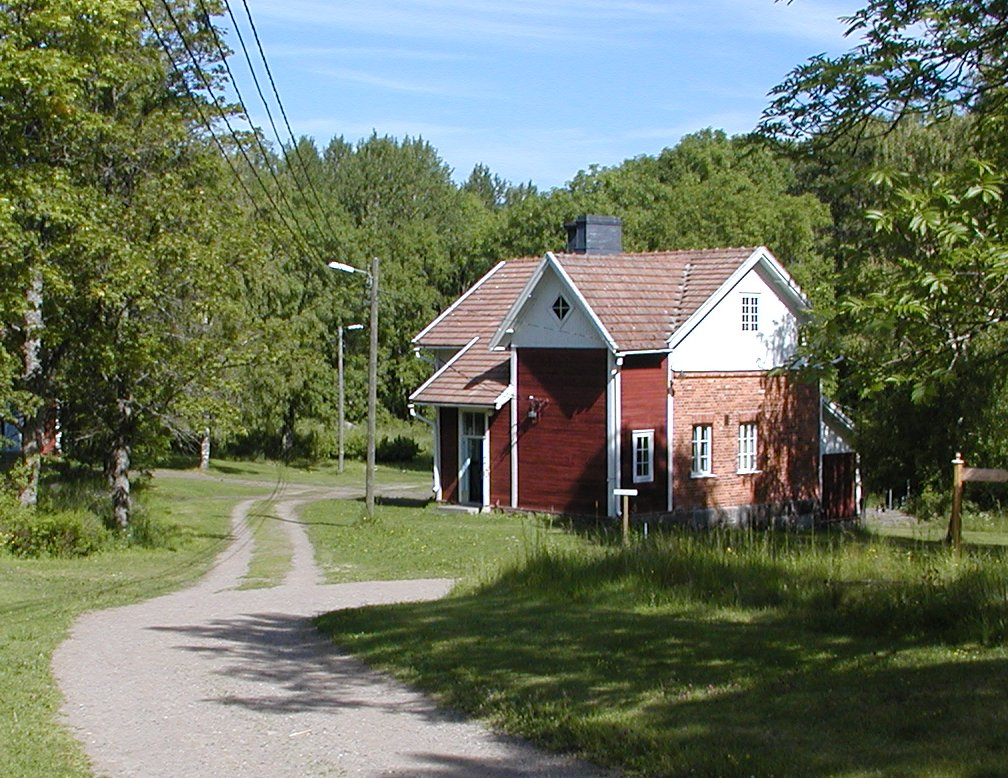
Une rue de l'île